# Felice Albers
Pour les articles homonymes, voir Albers.
Felice Albers est une joueuse néerlandaise de hockey sur gazon née le 27 décembre 1999 à Amstelveen. Elle a remporté avec l'équipe des Pays-Bas la médaille d'or du tournoi féminin aux Jeux olympiques d'été de 2020 à Tokyo.